# Bonheur (Verlaine)
Pour les articles homonymes, voir Bonheur (homonymie).
Bonheur est le titre du neuvième recueil poétique en vers de Paul Verlaine, publié en 1891 chez l'éditeur Léon Vanier. 
Œuvre clôturant le triptyque poétique religieux inauguré par Sagesse (1880) et poursuivi par Amour (1888), il comprend des poèmes principalement rédigés en 1887, puis, après un long temps d'arrêt, de mai 1889 à la parution du recueil.

## Genèse et publication du recueil
Publié vers fin avril ou début mai 1891 chez Léon Vanier, bien que transmis à l'imprimeur Capiomont dès fin janvier de la même année, l'édition originale comprend 55 exemplaires numérotés sur hollande, seul grand papier, et possède une couverture jaune de Sienne. Le prix est fixé à 10 francs pour un exemplaire de luxe, contre 3,5 francs pour un exemplaire sur papier courant.

### Éditions modernes de référence
- Œuvres poétiques complètes, texte établi et annoté par Y.-G. Le Dantec, Bibliothèque de la Pléiade, Gallimard, 1938 ; complété et présenté par Jacques Borel, 1962.
- Œuvres complètes, présentation chronologique d'après manuscrits, textes originaux et variantes, par Jacques Borel et Samuel Silvestre de Sacy, 2 vol., Paris, Le Club Du Meilleur Livre, 1959.